# Estevan Bruins
Estevan Bruins je kanadský juniorský klub ledního hokeje, který sídlí v Estevanu v provincii Saskatchewan. Od roku 1971 působí v juniorské soutěži Saskatchewan Junior Hockey League. V letech 1966–1971 působil v soutěži Western Canada Hockey League. Své domácí zápasy odehrává v hale Affinity Place. Klubové barvy jsou černá a zlatá.
Nejznámější hráči, kteří prošli týmem, byli např.: Greg Polis, Bill Flett nebo Joe Watson.

## Úspěchy
- Vítěz WHL ( 1× )
  - 1967/68
- Vítěz SJHL ( 2× )
  - 1984/85, 1998/99

## Přehled ligové účasti
Zdroj: 
- 1957–1966: Saskatchewan Junior Hockey League
- 1966–1967: Canadian Major Junior Hockey League
- 1967–1968: Western Canada Junior Hockey League
- 1968–1971: Western Canada Hockey League (Východní divize)
- 1971–1972: Saskatchewan Junior Hockey League
- 1972–1973: Saskatchewan Junior Hockey League (Západní divize)
- 1973–1982: Saskatchewan Junior Hockey League (Jižní divize)
- 1982–1988: Saskatchewan Junior Hockey League
- 1988–2000: Saskatchewan Junior Hockey League (Jižní divize)
- 2000–2013: Saskatchewan Junior Hockey League (Sherwoodova divize)
- 2013– : Saskatchewan Junior Hockey League (Viterrova divize)